# C̈
C̈ (minuskule c̈) je speciální znak latinky. Nazývá se C s přehláskou. Používá se v současnosti pouze v čečenštině, kde se jedná o znak cyrilice Ч a reprezentuje neznělou postalveolární afrikátu (t͡ʃ). Čte se přibližně jako české Č.